# Maskhål

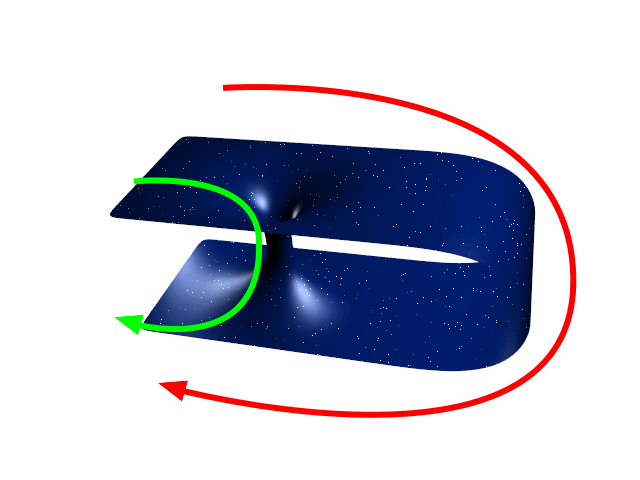
Maskhål

Maskhål eller Einstein-Rosen-broar är en lösning till relativitetsteorins fältekvationer. Einstein och Rosen fann den genom att skriva om Schwarzschild-metriken för ett svart hål på en form som saknar en singularitet i centrum. Den nya lösningen beskriver en tunnel mellan två plana delar av rumtiden. Dessa delar kan ligga så långt från varandra att maskhålet till synes erbjuder en genväg mellan de båda punkterna. Senare forskning har dock visat att maskhålet är instabilt om det består av vanlig materia och energi. För att göra det stabilt krävs negativ energi, som gör att maskhålet håller sig öppet. Maskhål skulle kunna skapas kvantmekaniskt genom att dra upp dem ur de gravitationella vakuumfluktuationer som kvantskummet utgör. Lagarna för kvantgravitation är dock inte tillräckligt utforskade för att avgöra om denna metod är möjlig.
Maskhålsforskningen fick en renässans på 1980-talet efter att Kip Thorne hade föreslagit att Carl Sagan skulle använda dem i sin roman Kontakt. Maskhål skulle kunna fungera som tidsmaskiner både framåt och bakåt i tiden genom att den ena öppningen rör sig relativt den andra, eftersom tiden går långsammare om man färdas snabbare jämfört med något som färdas långsammare. Det finns förslag om att naturen har skyddsmekanismer mot tidsmaskiner, vilket då skulle leda till att stabila maskhål inte kan existera. Stephen Hawking menade att tidsmaskiner automatiskt skulle förstöra sig själva genom vakuumfluktuationer i ögonblicket innan de har börjat fungera. 
I teorin kan svarta och vita hål vara förbundna med ett maskhål. Materia som åker in i det svarta hålet kommer ut ur det vita hålet efter att ha passerat genom maskhålet.
På senare år har Juan Maldacena argumenterat för att två svarta hål som är förbundna via ett maskhål skulle bete sig på samma sätt som två kvantmekaniskt sammanflätade partiklar. Tillsammans med Leonard Susskind har han använt analogin mellan maskhål och kvantmekaniskt sammanflätade partiklar för att argumentera mot förslaget att svarta hål omges av en brandvägg.